# Grantville
Grantville è una città degli Stati Uniti d'America, situata in Georgia, nella Contea di Coweta.